# Аддуктор
Адду́ктор (musculus adductor; лат. adducto — «приводжу») — м'яз, який здійснює приведення кінцівки або її частин.
Протилежний рух кінцівки забезпечує абдуктор.